# Коэн, Джоэл Эфраим
Джоэл Коэн (Joel E. (Ephraim) Cohen; род. 10 февраля 1944) — американский математический биолог, демограф.
Дважды доктор (Ph.D. & Dr.P.H.), именной профессор Рокфеллеровского университета, также профессор Колумбийского университета. Член НАН США (1997) и Американского философского общества (1994).
Макартуровский стипендиат (1981). Лауреат премии Тайлера (1999). Изучал проблемы демографии, эпидемиологии, экологии и социального поведения, используя инструменты математики, вычислений и статистики.

## Биография
Уже в 14-летнем возрасте Коэн понял, что хочет стать математическим биологом — тогда этой профессии еще даже не существовало.
Получил степени бакалавра (1965), магистра (1967) и доктора философии (1970) — все три по прикладной математике, а также степени M.P.H. (1970) и Doctor of Public Health (1973), все перечисленные — в Гарварде. В последнем же с 1971 года ассистент-, в 1972—1975 годах ассоциированный профессор. С 1975 года профессор Рокфеллеровского университета и с 1995 года — Колумбийского университета, ныне в первом именной (Abby Rockefeller Mauzé Professor) и заведует лабораторией, аффилированной с обоими этими университетами. Занимает еще почетную должность на кафедре статистики Чикагского университета. Состоит членом Совета по международным отношениям в Нью-Йорке.
В 1974 году получил почетную магистерскую степень в Кембридже.Феллоу American Statistical Association (1987). Член Американской академии искусств и наук (1989). Отмечен Sheps Award и Distinguished Statistical Ecologist Award, Mayor’s Award for Excellence in Science and Technology мэра Нью-Йорка (2002). Живет в Нью-Йорке.
Один из разработчиков ИРЧП (в 1995).
В эпидемиологии разработал математические модели малярии, шистосомоза и американского трипаносомоза. Писал для New York Times, Wall Street Journal, Project Syndicate, Discover, Scientific American и New York Review of Books.
Первый удостоенный Olivia Schieffelin Nordberg Prize (1997) — за свою книгу How Many People Can the Earth Support? (Нортон, 1995). Автор или редактор 13 других книг, всего более 465 научных работ.
- A Model of Simple Competition (Harvard 1966)
- Casual Groups of Monkeys and Men (Harvard 1971)
- Food Webs and Niche Space (Princeton 1978)
- Community Food Webs: Data and Theory, with F. Briand and C. M. Newman (Springer-Verlag 1990)
- Comparisons of Stochastic Matrices, with Applications in Information Theory, Statistics, Economics and Population Sciences, with J. H. B. Kemperman and Gheorghe Zbãganu (Birkhäuser Boston 1998)
- Forecasting Product Liability Claims: Epidemiology and Modeling in the Manville Asbestos Case, with Eric Stallard and Kenneth G. Manton (Springer-Verlag 2005)[11]